# Municipio de San Miguel el Grande
El municipio de San Miguel el Grande es uno de los 570 municipios en que se encuentra dividido el estado mexicano de Oaxaca. Se encuentra al oeste del estado en la región de la Mixteca.

## Geografía
El municipio de San Miguel el Grande se encuentra localizado en el oeste del estado de Oaxaca. Forma parte de la región Mixteca y del distrito de Tlaxiaco. Tiene una extensión territorial de 103 607 kilómetros cuadrados que representan el 0.11 % del territorio oaxaqueño. Se localiza en las coordenadas geográficas extremas 16°57′ - 17°10′ de latitud norte y 97°33′ - 97°40′ de longitud oeste. Su altitud va de un mínimo de 2100 a un máximo de 3400 metros sobre el nivel del mar.
Limita al norte con el municipio de Heroica Ciudad de Tlaxiaco, al noreste con el municipio de San Antonio Sinicahua, al este con el municipio de San Pedro Molinos y el municipio de Santa Catarina Ticuá; al sureste los límites corresponden al municipio de Chalcatongo de Hidalgo, al suroeste con el municipio de Santa Catarina Yosonotú y al oeste y sur con el municipio de San Esteban Atatlahuca.

### Orografía
El sistema orográfico está constituido por la continuación de la sierra Madre del Sur (escudo mixteco), las principales alturas están representadas por los cerros de Yucunino, Yucucasa, La Campana y Caballo Ruso, mismos que rebasan los 2,500 metros sobre el nivel del mar.

### Hidrografía
El sistema hidrográfico está formado por infinidad de manantiales, algunos de ellos por su magnitud son de gran importancia a nivel estatal; manantiales que forman riachuelos como los de La Esmeralda, Yutamac, Yutacuiñe, etc; los cuales a su vez escurren al río Hondo y río Grande, afluentes importantes del río Verde.

### Clima
Lo accidentado de la orografía presenta una gran variedad de climas, destacando los siguientes: frío, templado y tropical con abundantes lluvias en verano y con invierno seco.
Principales Ecosistemas La flora y la fauna es muy variada, resulta de la combinación de los factores antes mencionados, lo que hace una zona privilegiada en este aspecto.
Recursos Naturales La riqueza potencial de estos pueblos es la madera, de la cual su explotación es la industria más importante.

### Características y Uso del Suelo
Como consecuencia de una accidentada orografía son pocos los suelos planos, predominando las laderas y cañadas, mismas que están cubiertas de bosques y suelos apropiados para el cultivo.

## Demografía
La población total del municipio de San Miguel el Grande de acuerdo con el Censo de Población y Vivienda realizado en 2010 por el Instituto Nacional de Estadística y Geografía, es de 4 127 habitantes, de los que 1 904 son hombres y 2 223 son mujeres.
La densidad de población asciende a un total de 39.83 personas por kilómetro cuadrado.

### Localidades
El municipio se encuentra formado por 16 localidades, las principales y su población de acuerdo al censo de 2010 son:
| Localidad                   | Población |
| Total Municipio             | 4 127     |
| San Miguel el Grande        | 1 036     |
| Villa de Guadalupe Victoria | 702       |
| Ignacio Zaragoza            | 516       |
| Iturbide                    | 442       |
| Benito Juárez               | 378       |
| Miguel Hidalgo              | 355       |

## Política
El gobierno del municipio de San Miguel el Grande se rige por principio de usos y costumbres que se encuentra vigente en un total de 424 municipios del estado de Oaxaca y en las cuales la elección de autoridades se realiza mediante las tradiciones locales y sin la intervención de los partidos políticos. 
El ayuntamiento de San Miguel el Grande está integrado por el presidente municipal, un síndico y un cabildo integrado por tres regidores.

### Representación legislativa
Para la elección de diputados locales al Congreso de Oaxaca y de diputados federales a la Cámara de Diputados federal, el municipio de San Miguel el Grande se encuentra integrado en los siguientes distritos electorales:
Local:
- Distrito electoral local de 8 de Oaxaca con cabecera en Heroica Ciudad de Tlaxiaco.[5]

Federal:
- Distrito electoral federal 6 de Oaxaca con cabecera en Heroica Ciudad de Tlaxiaco.[6]